# Zuzanna Wawrzyniak
Zuzanna Wawrzyniak z domu Szperlak (ur. 20 lipca 2000 w Mścicach) – polska siatkarka, grająca na pozycji przyjmującej. Od sezonu 2019/2020 do sezonu 2020/2021 była zawodniczką Energi MKS Kalisz. W sezonie 2021/2022 reprezentowała zespół Polskie Przetwory Pałac Bydgoszcz. Z kolei od sezonu 2022/2023 będzie ponownie reprezentantką kaliskiej drużyny. 
Pochodzi ze sportowej rodziny: jej tata, brat i kuzyn są związani z piłką nożną. Zawodniczka początkowo również trenowała futbol, ale później trafiła do sekcji siatkówki Miejskiego Klubu Sportowego w Koszalinie. 
W czerwcu 2022 zawarła związek małżeński z Kacprem Wawrzyniakiem. 

## Pozostałe informacje
| Waga           | 63 kg  |
| Wyskok w ataku | 295 cm |

## Sukcesy
- 2019 - wicemistrzostwo Polski juniorek